# Kowalewo (powiat płocki)
Kowalewo – wieś sołecka w Polsce położona w województwie mazowieckim, w powiecie płockim, w gminie Drobin.
| SIMC    | Nazwa             | Rodzaj    |
| ------- | ----------------- | --------- |
| 0563306 | Budki Kowalewskie | część wsi |
| 0563312 | Stare Kowalewo    | część wsi |

W latach 1975–1998 miejscowość należała administracyjnie do województwa płockiego.